# Emma Smetana
Emma Smetana, nata Emma Smetanová (Praga, 11 febbraio 1988), è una cantante e attrice ceca.

## Biografia
Figlia dell'attivista politica Monika MacDonagh-Pajerová e del musicista e produttore discografico Jiří Smetana, Emma Smetana è nata nella capitale ceca e all'età di 2 anni si è trasferita a Parigi, dove ha trascorso quattro anni, seguiti da altri quattro a Strasburgo, prima di far ritorno a Praga.
È laureata in Scienze politiche all'Università libera di Berlino, e ha conseguito due master. Fra il 2008 e il 2009 ha lavorato presso il Governo della Repubblica Ceca come assistente nel team di relazioni pubbliche dell'allora primo ministro Mirek Topolánek.
Ha iniziato la sua carriera nella televisione ceca annunciando le previsioni del tempo per TV Nova. Dal 2012 al 2016 ha presentato il telegiornale per la stessa emittente. Dal 2017 è giornalista per la internet TV DVTV del portale di attualità Aktuálně.cz, dove conduce interviste in ceco, inglese, francese, tedesco e spagnolo, lingue di cui ha piena padronanza. Parallelamente, ha fatto parte del cast di varie produzioni televisive e cinematografiche ceche e internazionali. Nel 2013 ha debuttato a teatro interpretando il ruolo di protagonista nel musical Lucie, větší než malé množství lásky.
Emma Smetana ha avviato la sua carriera musicale nel 2016 con l'album di debutto What I've Done, distribuito dalla Warner Music Czech Republic, che ha raggiunto il 35º posto nella classifica nazionale. Nel dicembre 2021 ha partecipato a Eurovision Song CZ 2022, il programma di selezione del rappresentante ceco all'Eurovision Song Contest, cantando l'inedito By Now in duetto con il fidanzato Jordan Haj.

## Discografia

### Album in studio
- 2016 – What I've Done
- 2022 – By Now (con Jordan Haj)

### Singoli
- 2016 – Waiting
- 2017 – Can't Give You Up
- 2018 – Lost and Found (con Jordan Haj)
- 2019 – Over
- 2019 – Dream On (con Jordan Haj)
- 2021 – Night Races
- 2021 – By Now (con Jordan Haj)
- 2022 – Higher (con Jordan Haj e NobodyListen)
- 2023 – Chase It (con NobodyListen)
- 2023 – Tahle jedna vteřina (con Richard Muller)
- 2023 – Šťastný a veselý (con Jordan Haj)
- 2024 – Love Is Blind (con Jordan Haj)

## Filmografia

### Cinema
- Muži v naději, regia di Jiří Vejdelek (2011)
- Donšajni, regia di Jiří Menzel (2013)
- Colette - Un amore più forte di tutto (Colette), regia di Milan Cieslar (2013)
- Due poliziotti a Parigi (Puerto Ricans in Paris), regia di Ian Edelman (2015)
- Jedině Tereza, regia di Jaroslav Fuit (2021)

### Televisione
- Rytmus v patách, regia di Andrea Sedlácková – film TV (2009)
- Základka — serie TV (2012)
- Crossing Lines – serie TV (2013)
- Burning Bush - Il fuoco di Praga (Hořící keř) – miniserie TV (2013)
- Až po uši – serie TV (2014)
- Pizza Boy – serie TV (2015)
- Korunní princ, regia di Karel Janák – film TV (2015)
- Na vodě – serie TV (2016)
- Polda – serie TV (2021)

## Teatro
- Lucie, větší než malé množství lásky, di Tomáš Belko. Teatro Karlín di Praga (2013)